# Коциан, Йожеф
Йожеф Коциан (венг. Kóczián József, 4 августа 1926 — 10 декабря 2009) — венгерский и шведский игрок в настольный теннис, обладатель трёх золотых медалей чемпионатов мира. Брат Эвы Коциан.

## Биография
Родился в 1926 году в Будапеште. С 1947 по 1955 годы в составе сборной Венгрии принял участие в восьми чемпионатах мира завоевав 3 золотых, 5 серебряных и 6 бронзовых медалей.
В 1956 году бежал в Германию, в конце 1957 года перебрался в Швецию. В 1959 году принял участие в чемпионате мира в составе сборной Швеции, но наград не завоевал.